# The Littles
The Littles (em português: Os Pequeninos) foi um desenho animado da década de 80 produzido pelo estudio franco-americano DiC Entertainment entre 1983 e 1986 e exibido no canais ABC (EUA) e France 2 (França). No Brasil, o desenho foi originalmente lançado em VHS pela Mundo Mágico (divisão infantil da extinta distribuidora Mundial Filmes), em meados dos anos 90, onde foi batizado de Os Mini-Aventureiros, com uma dublagem realizada nos estúdios da BKS e foi relançado em DVD anos depois. Já na televisão, foi exibido no SBT entre 1996 e 2000, dentro dos programas Bom Dia & Cia (durante a fase apresentada por Eliana) e Sábado Animado, agora com o nome oficial Os Pequeninos e com uma nova dublagem também realizada em São Paulo. Também já chegou a ser exibido nas manhãs de domingo da emissora.

## Sinopse
Os Pequeninos, como o nome sugere, são pequenas criaturas com aspecto um pouco humano e um pouco parecidos com ratos (pois possuem dentes incisivos salientes e uma pequena cauda) que vivem no subsolo das residências das pessoas "grandes". O núcleo principal do desenho é formado pelos pequeninos Frank e Helen e seus filhos Tom e Lucy, seu sobrinho Dinky e o Vovô Pequenino e pelo garoto Henry Bigg, um dos poucos humanos grandes que tem conhecimento da existências dos pequeninos.
Henry deve manter em segredo a existência dos pequeninos a fim de protegê-los do cientista malvado Dr. Hunter e seu assistente Peterson (os vilões do desenho), que tem obsessão em capturá-los para utilizálos para fins mercenários.

## Ligações Externas
- Big Cartoon Database
- Toonarific